# Publi Canuci
Publi Canuci (llatí: Publius Canutius o Cannutius) va ser un orador romà de rang senatorial nascut l'any 106 aC, el mateix any que Ciceró, que el descriu com el millor orador entre els senadors.
Canuci és mencionat amb freqüència al discurs de Ciceró Pro Cluentio, com una persona que havia participat en aclarir diverses qüestions sobre aquest judici. Després de la mort de l'orador Publi Sulpici Rufus, un dels més destacats oradors romans que no havia deixat cap discurs escrit, Canuci va compondre alguns discursos i els va publicar sota el nom de l'orador mort.